# Ijanija
Ijanija è una circoscrizione rurale (rural ward) della Tanzania situata nel distretto urbano di Nzega, regione di Tabora. Conta una popolazione di 9 873 abitanti (censimento 2012).